# Helmut Kunz
Helmut Kunz, född 26 september 1910 i Ettlingen, Baden, Tyskland, död 1976 i Freudenstadt, Baden-Württemberg, Västtyskland, var en tysk SS-tandläkare och SS-Sturmbannführer. Kunz sövde makarna Goebbels sex barn, innan de förgiftades den 1 maj 1945. 

## Biografi
Helmut Kunz föddes i Ettlingen 1910. Han studerade först juridik och sedan odontologi. Han inträdde i SS 1936 och i NSDAP året därpå. Vid andra världskrigets utbrott 1939 tillhörde Kunz SS-Totenkopf Division. Han sårades allvarligt och förflyttades till Waffen-SS hälsoministerium (Dienststelle Reichsarzt SS und Polizei). I april 1945 tjänstgjorde han vid rikskansliet.

### Goebbels-barnen
Adolf Hitler och Eva Braun begick självmord i Führerbunkern omkring klockan 15.30 den 30 april 1945. Dagen därpå valde makarna Joseph och Magda Goebbels att följa Hitler i döden. Först lät de dock döda sin sex barn. 
Magda Goebbels tillfrågade Kunz om han kunde söva barnen, innan de förgiftades. Kunz gav barnen varsin morfininjektion, och efter en stund somnade de. Detta skedde klockan 20.40 den 1 maj. Magda Goebbels bad honom även att ge barnen gift, men Kunz avböjde då han inte ansåg sig ha mental styrka att göra det. I förhör efter andra världskriget vittnade Kunz om att han hade sövt barnen, och att Magda Goebbels hade krossat en glasampull med cyankalium mellan vart och ett av barnens käkar. Detta motsäger en uppgift från Rochus Misch, som var en av Hitlers livvakter i bunkern. Enligt Misch var det SS-läkaren Ludwig Stumpfegger som sövde barnen och därefter hjälpte Magda Goebbels att döda dem.
Efter kriget hamnade Kunz i rysk fångenskap, och släpptes inte förrän 1955. Han blev angiven till västtyska myndigheter, men frikändes i en rättegång.